# بربغل
بربغل یک روستا در استان خراسان جنوبی ایران است که در دهستان علی‌جمال واقع شده‌است.